# Вилятово
Вилятово (пол. Wylatowo, нім. Wilatowen) — село в Польщі, у гміні Моґільно Моґіленського повіту Куявсько-Поморського воєводства. Населення — 624 особи (2011).
У 1975-1998 роках село належало до Бидгощського воєводства.

## Демографія
Демографічна структура станом на 31 березня 2011 року:
|          | Загалом | Допрацездатний вік | Працездатний вік | Постпрацездатний вік |
| -------- | ------- | ------------------ | ---------------- | -------------------- |
| Чоловіки | 298     | 55                 | 206              | 37                   |
| Жінки    | 326     | 67                 | 188              | 71                   |
| Разом    | 624     | 122                | 394              | 108                  |